# Paramyromeus loriai
Paramyromeus loriai là một loài bọ cánh cứng trong họ Cerambycidae.